# 東牟郡
東牟郡，中国十六国南北朝时设置的郡。
- 西晋置東牟郡，不久废。南燕燕平二年（399年），南燕分东莱郡设東牟郡，东晋灭南燕废除東牟郡。北魏孝昌四年（528年）复置東牟郡，下辖三县：牟平县、黄县、怰县，10748户，47338口。属光州。东魏移治黄县中郎城（今山东省龙口市东南黄城集）。辖境相当今山东蓬莱市、龙口市、栖霞市、海阳市以东地区。北齐天保七年（556年）東牟郡并入长广郡。
- 唐玄宗天宝元年（742年）改登州置東牟郡，属河南道。治所在蓬莱县（今山东省蓬莱市）。下辖四县：蓬莱县（今山东省烟台市蓬莱区登州街道）、牟平县（今山东省烟台市牟平区宁海街道）、文登县（今山东省威海市文登区）、黄县（今山东省龙口市），有渔、盐之利。辖境与东魏东牟郡同，相当今山东蓬莱市、龙口市、栖霞市、乳山市等地。唐肃宗乾元元年（758年）复改登州。